# Havnar Bóltfelag Tórshavn

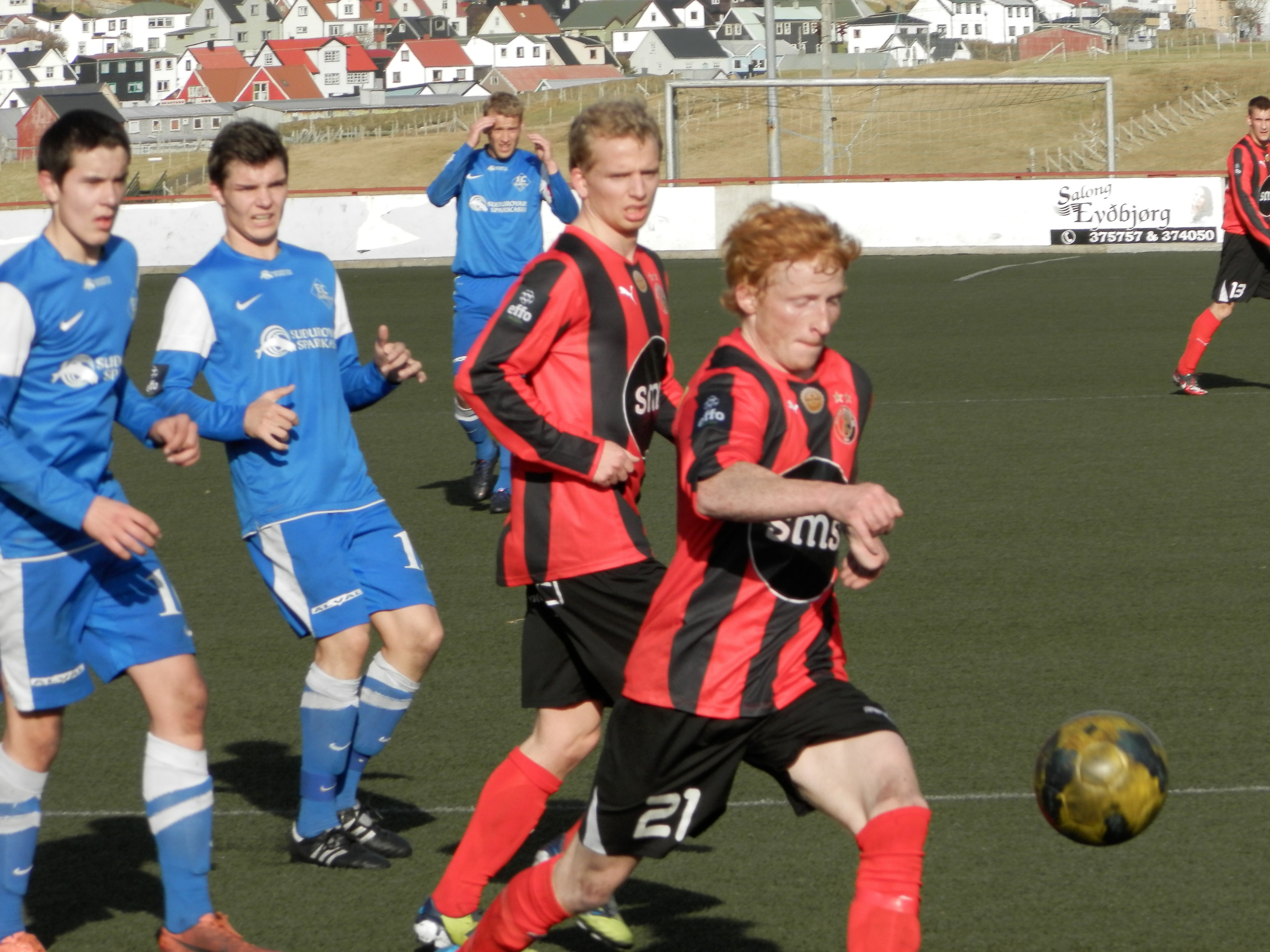
HB Tórshavn enfront FC Suðuroy el 23 de setembre de 2012.

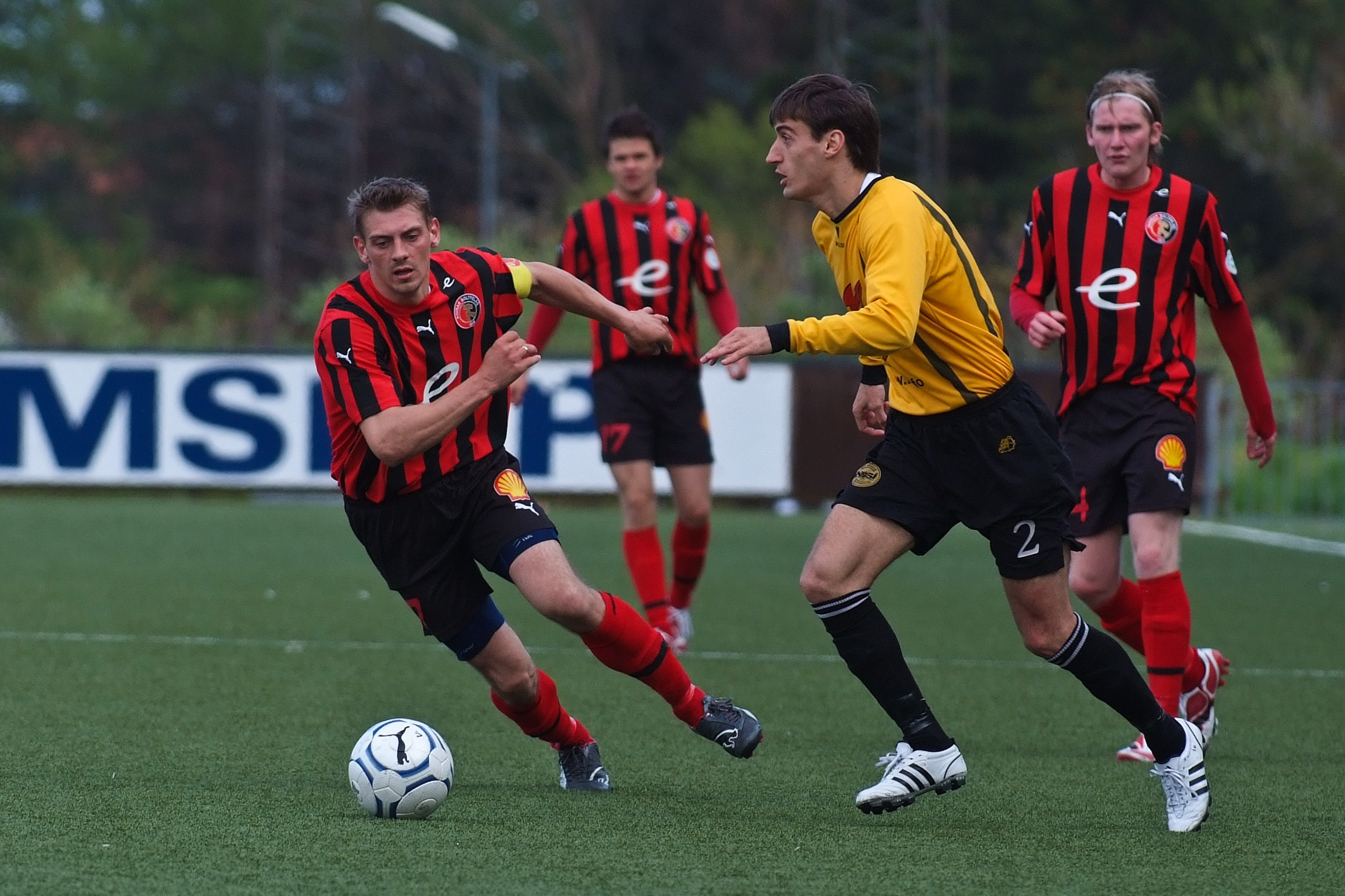
HB Tórshavn enfront NSÍ Runavík el 2008.

El Havnar Bóltfelag Tórshavn (HB Tórshavn) és un club feroès de futbol de la ciutat de Tórshavn.

## Història
El club va ser fundat l'octubre de 1904, i la primera junta escollida el 14 de novembre de 1904. Fins a l'any 2013, el club ha guanyat 22 lligues nacionals i 26 copes.

## Futbolistes destacats
Antics futbolistes que han estat internacional i/o han jugat en lligues professionals.
- Heine Fernandez
- Uni Arge
- Jan Dam
- Jón Rói Jacobsen
- Rógvi Jacobsen
- Kaj Leo Johannesen
- Julian Johnsson
- Vagnur Mohr Mortensen
- Gunnar Nielsen

## Palmarès
- Lliga feroesa de futbol: 
  - 1955, 1960, 1963, 1964, 1965, 1971, 1973, 1974, 1975, 1978, 1981, 1982, 1988, 1990, 1998, 2002, 2003, 2004, 2006, 2009, 2010, 2013, 2018, 2020

- Copa feroesa de futbol: 
  - 1955, 1957, 1959, 1962, 1963, 1964, 1968, 1969, 1971, 1972, 1973, 1975, 1976, 1978, 1979, 1980, 1981, 1982, 1984, 1987, 1988, 1989, 1992, 1995, 1998, 2004, 2019, 2020, 2023, 2024

- Supercopa feroesa de futbol: 
  - 2009, 2010.